# Slow Man
Slow Man è un romanzo di John Maxwell Coetzee del 2005. È stato il primo romanzo pubblicato da Coetzee dopo aver vinto il Premio Nobel per la letteratura nel 2003.

## Trama
Paul Rayment, un uomo di mezza età, perde parte di una gamba dopo che la sua bicicletta viene investita da una macchina guidata da un giovane. Diventa solitario e si ritira nel suo appartamento, dove viene curato da una serie di infermiere. Nessuna di loro risulta di suo gradimento finché non trova Marijana, con cui condivide il fatto di aver vissuto l'infanzia in Europa (lei in Croazia, lui in Francia). I sentimenti di Paul per Marijana, e per il figlio di lei, Drago, diventano più complessi. Quando Paul si offre di pagare gli studi di Drago, il marito di Marijana si insospettisce del comportamento di Paul, il che causa problemi in famiglia e culmina con un litigio di Drago col padre e il suo trasferimento a casa di Paul.
È solo quando la famosa autrice Elizabeth Costello si presenta inaspettatamente a casa sua che Paul affronta i propri sentimenti per Marijana e il suo risentimento per le sue condizioni di vita in seguito all'incidente. L'improvvisa comparsa di Elizabeth nella sua vita confonde Paul, che crede che lei voglia solo usarlo come personaggio per il suo prossimo romanzo.
Il libro può essere letto come un discorso meta-narrativo sull'interrelazione tra l'autore e i suoi personaggi e con la realtà.

## Slow Man, l'opera
Slow Man (opera). Un adattamento operistico di Slow Man dal compositore Nicholas Lens, in stretta collaborazione con Coetzee che ha scritto il libretto, ha avuto la sua prima mondiale il 5 luglio 2012 da parte di Malta Festival 2012 a Poznań, con l'Opera Poznań Gran Teatro Wielki.

## Edizioni italiane
- J.M. Coetzee, Slow Man, collana "Supercoralli", Einaudi, 2006,  p. 258, ISBN 88-06-17843-1.
- J.M. Coetzee, Slow Man, collana "ET" n. 1485, Einaudi, 2007,  p. 258, ISBN 978-88-06-19071-2.